# Shalisa van der Laan
Shalisa van der Laan (Hoorn, 19 december 1999) is een Nederlandse zangeres.
Van der Laan deed mee aan het eerste seizoen van het kindertalentenjachtprogramma The Voice Kids en won op 3 oktober 2015 de nationale finale van het Junior Songfestival 2015 met het liedje Million Lights. Ze vertegenwoordigde daarom op 21 november 2015 Nederland op het Junior Eurovisiesongfestival 2015 in Bulgarije. Ze werd daar vijftiende van de zeventien.
Sinds mei 2016 is ze te zien als Nina in de Disney Channel-serie Just Like Me!. Ze is de stem van Disney-prinses Elena van Avalor, naar de gelijknamige serie op Disney Channel. In oktober 2017 bracht het internationale label Hollywood Records, onderdeel van Disney Music Group, haar debuutsingle Not Alone uit.
In maart 2021 is haar Nederlandstalige single “Karma” uitgebracht.
Van der Laan deed in 2021 'stand-in' werk voor het Eurovisiesongfestival 2021. Ze deed de acts van Albanië en van Ierland.

## Singles
| Single met eventuele hitnotering(en) in de Nederlandse Top 40 | Datum van verschijnen | Datum van binnenkomst | Hoogste positie | Aantal weken | Opmerkingen                                 |
| ------------------------------------------------------------- | --------------------- | --------------------- | --------------- | ------------ | ------------------------------------------- |
| Million lights                                                | 2015                  | 17-10-2015            | tip27           | -            | Inzending Junior Eurovisiesongfestival 2015 |
| Not alone                                                     | 2017                  | 19-10-2017            | -               | -            | Eerste solonummer                           |

2003: Roel ·
2004: Klaartje & Nicky ·
2005: Tess ·
2006: Kimberly ·
2007: Lisa, Amy & Shelley ·
2008: Marissa ·
2009: Ralf ·
2010: Anna & Senna ·
2011: Rachel ·
2012: Femke ·
2013: Mylène & Rosanne ·
2014: Julia ·
2015: Shalisa ·
2016: Kisses ·
2017: FOURCE ·
2018: Max & Anne ·
2019: Matheu ·
2020: UNITY ·
2021: Ayana ·
2022: Luna Sabella ·
2023: Sep & Jasmijn ·
2024: Stay Tuned